# Boeing YAL-1
Boeing YAL-1 Airborne Laser Testbed (prej Airborne Laser) - "Leteči laser" je predelan Boeing 747-400F oborožen s kemičnim laserjem tipa COIL (chemical oxygen iodine laser). Uporabljal naj bi se za uničevanje taktičnih balističnih raket (TBM), ko so le-te še v fazi pospeševanja.Laser bi uničil rakete tako, da bi močno segrel njihovo ohišje in te bi potem razpadle. Vsak 747 naj bi bil sposoben okrog 20 visokoenergijskih strelov, oziroma 40 manj močnih. Za ponovno napolnjenje laserja bi moralo letalo pristati. Sistem naj bi se primarno uporabljal proti TBM, lahko pa tudi protiu ICBM raketam, ki letijo hitreje. YAL-1 bi tarčo uničil z razdalje 300-600 kilometrov.
Sistem YAL-1 so testirali leta 2007 s šibkejšim laserjem proti leteči tarči. Leta 2010 so uporabili bolj močan laser in uspešno uničili dve testni raketi. Vendar so kljub tem leta 2010 ustavili financiranje in decembra 2011 povsem ukinili program, ker naj ne bi bil prekompleksen, predrag in neuporaben v praksi. 
Cena enega letala naj bi bil okrog milijardo in pol ameriških dolarjev, na leto bi obratovanje stalo 100 milijonov $. 
V 1980ih je Airborne Laser Laboratory nameščen na Boeing NKC-135A uspešno uničil več raket.
Sistem ABL je razvijalo več pogodbenikov, Boeing Defense, Space & Security bi priskrbel letalo, Northrop Grumman bi dobavil COIL laser in Lockheed Martin nosno kupolo in sistem kontrole ognja.
COIL sistem je težak in velikih dimenzij. Ima šest odsekov, vsak težak tri tone, celoten sistem zaseda skoraj celoten tovorni prostor Boeinga 747. Laser izstreli v 5-sekundnem sunku enako količino energije kot ameriško gospodinjstvo porabi v eni uri.

## Tehnične specifikacije
Splošne karakteristike
- Posadka: 6
- Dolžina: 231 ft 10 in (70,6 m)
- Razpon kril: 211 ft 5 in (64,4 m)
- Višina: 63 ft 8 in (19,4 m)
- Maks. vzletna teža: 875000 lb (396890 kg)
- Pogon letala: 4 × General Electric CF6-80C2B5F turbofan, 62100 lbf (276 kN) vsak

 Zmogljivost 
- Maks. hitrost: Mach 0,92 (630 mph, 1015 km/h) at 35000 čevljev
- Potovalna hitrost: Mach 0,84 (575 mph, 925 km/h) at 35000 čevljev

Oborožitev

- 1 × COIL

Letalska elektronika

- 1 × ABL infrared detector system
- 2 × Target Illuminator lasers